# He’Brew
He’Brew je američko pivo, koje je izvorno nastalo iz šale od strane dvojice učenika iz San Francisca. 
Proizvodi ga Smaltz Brewing Company.
Pivo je postalo relativno uspješno i dostupno je u 20 američkih saveznih država.

## Vanjske poveznice
- Službene stranice  Arhivirana inačica izvorne stranice od 2. listopada 2009. (Wayback Machine)